# 平野愛子

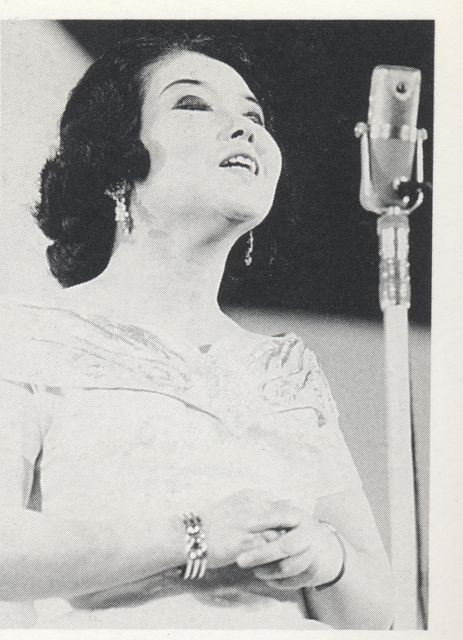
平野愛子

平野 愛子（ひらの あいこ、1919年（大正8年）1月4日 - 1981年（昭和56年）11月22日）は、昭和期の歌手。シャンソン歌手の平野淑子は実娘。

## 経歴
東京都の新宿出身。歌手四家文子、作曲家大村能章の門下となり、日本歌謡学院を卒業。1945年（昭和20年）暮れにビクターが行った全国歌手募集で、3000人中7人という倍率の試験の中から選ばれた。ビクター専属作家東辰三らの歌手育成教育によって才能を開花させ、東とのコンビで多くのヒット曲を世に送った。その独特の湿度を帯びた艶やかな歌声は「濡れたビロウド」と称された。
1947年（昭和22年）に戦後初のビクターレコード「港が見える丘」（4月発売）を発売する。これは大ヒットし、舞台の横浜には「港の見える丘公園」が作られた（作詞・作曲の東辰三（あずま・たつみ）は神戸の港町をイメージして作った）。その後は、「君待てども」や「待ちわびて」などがヒット。「若きブルースの女王」とも言われた。
1950年（昭和25年）1月発売の「白い船のいる港」もヒットする。しかし、東が急逝してからは大きなヒット曲には恵まれなかった。その後、公私共に親しかった竹山逸郎と共にテイチク、マーキュリーへ移籍する。
晩年は自宅で音楽教室を開く傍ら、『年忘れにっぽんの歌』に出場するなど歌手活動を行っていた。
1981年（昭和56年）11月22日、卵巣がんのため新宿区の病院で死去。62歳没。

## NHK紅白歌合戦出場歴
| 年度/放送回              | 曲目           | 対戦相手 |
| ------------------------ | -------------- | -------- |
| 1952年（昭和27年）/第2回 | 虹よいつまでも | 鶴田六郎 |
| 1953年（昭和28年）/第3回 | 恋ひとたび     | 岡本敦郎 |